# Manuel Dubrulle
Manuel Dubrulle, né le 11 janvier 1972, est un joueur de badminton français, spécialiste de double hommes, ayant remporté à huit reprises le championnat de France de cette catégorie, et licencié au Racing Club de France. Au sein de l'élite mondiale, Manuel Dubrulle était aussi connu sous le pseudonyme "L'essuie glace", surnom qui lui fut affublé pour son exceptionnelle mobilité de fond de cours.
Il a eu pour principaux partenaires durant près de dix années en compétitions séniors Vincent Laigle (1994-1999), et Michael (Mihaïl) Popov (2001-2003). 
Il a remporté un total de 10 tournois internationaux de double en 8 années, principalement dans les pays dits de l'est avec ces deux coéquipiers, et de 21 championnats de France dans 6 catégories d'âges différentes.

## Palmarès

### International
- 3 sélections en championnats du monde;
- 7 sélections en championnats d'Europe;

| Année     | Titre                 | Discipline    | N° | Nom/Partenaire            |
| --------- | --------------------- | ------------- | -- | ------------------------- |
| 1994/1995 | EBU Circuit           | Double mixte  | 1  | Manuel Dubrulle           |
| 1999      | Championnats du monde | Double hommes | 33 | avec Vincent Laigle       |
| 2001/2002 | EBU Circuit           | Double hommes | 1  | Manuel Dubrulle           |
| 2003      | Coupe de Suisse       | -             | 1  | (compétition par équipes) |
| 2003      | Championnats du monde | Double hommes | 17 | avec Mihaïl Popov         |

| Année     | Titre                          | Discipline    | N° | Partenaire            |
| --------- | ------------------------------ | ------------- | -- | --------------------- |
| 1996 - 1  | Internationaux d'Espagne       | Double mixte  | 1  | avec Sandrine Lefèvre |
| 1996 - 2  | Internationaux de Slovénie     | Double mixte  | 1  | avec Sandrine Lefèvre |
| 1996 - 3  | Internationaux de Slovénie (2) | Double hommes | 1  | avec Vincent Laigle   |
| 1998 - 4  | Internationaux d'Espagne (2)   | Double hommes | 1  | avec Vincent Laigle   |
| 1999 - 5  | Internationaux de Roumanie     | Double hommes | 1  | avec Vincent Laigle   |
| 1999 - 6  | Internationaux du Portugal     | Double hommes | 1  | avec Vincent Laigle   |
| 1999 - 7  | Internationaux de Slovénie (3) | Double hommes | 1  | avec Vincent Laigle   |
| 1999 - 8  | Internationaux de Slovaquie    | Double hommes | 1  | avec Vincent Laigle   |
| 2001 - 9  | Internationaux de Tchéquie     | Double hommes | 1  | avec Mihaïl Popov     |
| 2003 - 10 | Internationaux de Tchéquie (2) | Double hommes | 1  | avec Mihaïl Popov     |

(il a aussi été finaliste du tournoi BMW de Sarrebruck en 2001)

### National (séniors)
| Saison    | Titre                         | Discipline    | N° | Partenaire              |
| --------- | ----------------------------- | ------------- | -- | ----------------------- |
| 1992/1993 | Championnat de France séniors | Double mixte  | 1  | avec Virginie Delvingt  |
| 1993/1994 | Championnat de France séniors | Double hommes | 1  | avec Christophe Jenjean |
| 1993/1994 | Championnat de France séniors | Double mixte  | 1  | avec Virginie Delvingt  |
| 1994/1995 | Championnat de France séniors | Double hommes | 1  | avec Vincent Laigle     |
| 1994/1995 | Championnat de France séniors | Double hommes | 1  | avec Virginie Delvingt  |
| 1995/1996 | Championnat de France séniors | Double hommes | 1  | avec Vincent Laigle     |
| 1996/1997 | Championnat de France séniors | Double hommes | 1  | avec Vincent Laigle     |
| 1997/1998 | Championnat de France séniors | Double hommes | 1  | avec Vincent Laigle     |
| 1998/1999 | Championnat de France séniors | Double hommes | 1  | avec Vincent Laigle     |
| 1998/1999 | Championnat de France séniors | Double mixte  | 1  | avec Tatiana Vattier    |
| 2000/2001 | Championnat de France séniors | Double mixte  | 1  | avec Tatiana Vattier    |
| 2002/2003 | Championnat de France séniors | Double hommes | 1  | avec Mihaïl Popov       |

### National (minimes, cadets, juniors, universitaire, vétérans)
| Saison    | Titre                               | Discipline    | N° | Nom/Partenaire              |
| --------- | ----------------------------------- | ------------- | -- | --------------------------- |
| 1985/1986 | Championnat de France minimes       | Simple hommes | 1  | Manuel Dubrulle             |
| 1987/1988 | Championnat de France cadets        | Double hommes | 1  | avec Fabien Lechalupé       |
| 1987/1988 | Championnat de France cadets        | Simple hommes | 1  | Manuel Dubrulle             |
| 1989/1990 | Championnat de France juniors       | Double mixte  | 1  | avec Christelle Mol         |
| 1989/1990 | Championnat de France juniors       | Simple hommes | 1  | Manuel Dubrulle             |
| 2002/2003 | Championnat de France universitaire | Double hommes | 1  | avec Mihaïl Popov           |
| 2007/2008 | Championnat de France vétérans 1    | Double hommes | 1  | avec David Mesmacque        |
| 2007/2008 | Championnat de France vétérans 1    | Double mixte  | 1  | avec Marie-Noëlle Lechalupé |
| 2008/2009 | Championnat de France vétérans 1    | Double mixte  | 1  | avec Christine Dubrulle     |

### National par équipes
- Champion de France des clubs (avec le RCF): 1998, 1999, et 2001.